# 나로크현

나로크현

나로크현(Narok County)은 케냐를 구성하는 47개 현 가운데 하나로 현도는 나로크이며 면적은 17,921.2km2, 인구는 850,920명(2009년 기준)이다. 2013년에 실시된 행정 구역 개편에 따라 리프트밸리주에서 분리되어 신설되었다. 서쪽으로는 미고리현, 북쪽으로는 키시현과 니아미라현, 보메트현, 나쿠루현, 동쪽으로는 카지아도현과 접하며 남쪽으로는 탄자니아와 국경을 접한다.

## 인구
| 연도    | 인구      | ±%     |
| ------- | --------- | ------ |
| 1979    | 210,306   | —      |
| 1989    | 398,272   | +89.4% |
| 1999    | 536,341   | +34.7% |
| 2009    | 850,920   | +58.7% |
| 2019    | 1,157,873 | +36.1% |
| source: |           |        |